# El cavall de Torí
El cavall de Torí (originalment en hongarès: A torinói ló) és una pel·lícula de drama filosòfic hongarès del 2011 dirigida per Béla Tarr i Ágnes Hranitzky, protagonitzada per János Derzsi, Erika Bók i Mihály Kormos. Va ser coescrita pel mateix Tarr i el seu col·laborador freqüent László Krasznahorkai. Recorda l'assotament d'un cavall a la ciutat italiana de Torí que es rumoreja que va causar la crisi mental del filòsof Friedrich Nietzsche. La pel·lícula és en blanc i negre, rodada en només 30 preses pel càmera habitual de Tarr, Fred Kelemen, i representa la vida quotidiana repetitiva del propietari del cavall i la seva filla. S'ha subtitulat al català.
La pel·lícula va ser una coproducció internacional liderada per la companyia hongaresa TT Filmműhely. Tarr va anunciar llavors que seria la seva darrera pel·lícula. Després d'haver estat ajornada diverses vegades, es va estrenar el 2011 al 61è Festival Internacional de Cinema de Berlín, on va rebre el Gran Premi del Jurat. L'estrena hongaresa es va ajornar després que el director hagués criticat el govern del país en una entrevista.
El cavall de Torí va ser aclamat per part dels crítics de cinema.

## Repartiment
- János Derzsi com a mosso de quadra
- Erika Bók com a filla del mosso
- Mihály Kormos com a Bernhard, el veí
- Mihály Ráday com a narrador